# Boophis mandraka
Boophis mandraka Blommers-Schlösser, 1979 è una rana della famiglia Mantellidae, endemica del Madagascar.